# Milligania longifolia
Milligania longifolia är en enhjärtbladig växtart som beskrevs av Joseph Dalton Hooker. Milligania longifolia ingår i släktet Milligania och familjen Asteliaceae. Inga underarter finns listade i Catalogue of Life.